# 章闰水
章闰水（1879年—1934年），一作章运水，是鲁迅笔下形象“闰土”的原型。
章家和鲁迅的周家原为熟识。章闰水的父亲章福庆原是周家的竹编师傅，母亲阿长是周家的保姆。阿长即是鲁迅作品《阿长与山海经》、《百草园与三味书屋》中的“长妈妈”。后因章福庆病逝和周家搬家，章家和周家的联系就中断了。1934年绍兴大旱，经过两年的艰苦生活，章闰水在贫病交加中去世，终年55岁。
章闰水有五个儿女，其中三个现状不详。小说《故乡》中和闰土一同拜访的水生，是他的长子章启生。章启生亦早逝。章启生的儿子章贵，在绍兴鲁迅纪念馆工作，后来担任副馆长职务，1993年退休。